# 1983-as Giro d’Italia
Az 1983-as Giro d’Italia volt a 66. olasz kerékpáros körverseny. Május 12-én kezdődött és június 5-én ért véget. Végső győztes az olasz Giuseppe Saronni lett.

## Végeredmény
|    | Versenyző                | Idő             |
| -- | ------------------------ | --------------- |
| 1  | Giuseppe Saronni         | 100 óra 45' 30" |
| 2  | Roberto Visentini        | + 1' 07"        |
| 3  | Alberto Fernández Blanco | + 3' 40"        |
| 4  | Mario Beccia             | + 5' 55"        |
| 5  | Dietrich Thurau          | + 7' 44"        |
| 6  | Marino Lejarreta         | + 7' 47"        |
| 7  | Faustino Rupérez Rincón  | + 8' 24"        |
| 8  | Eduardo Chozas Olmo      | + 9' 41"        |
| 9  | Lucien van Impe          | + 10' 54"       |
| 10 | Wladimiro Panizza        | + 12' 00"       |